# Fluxus

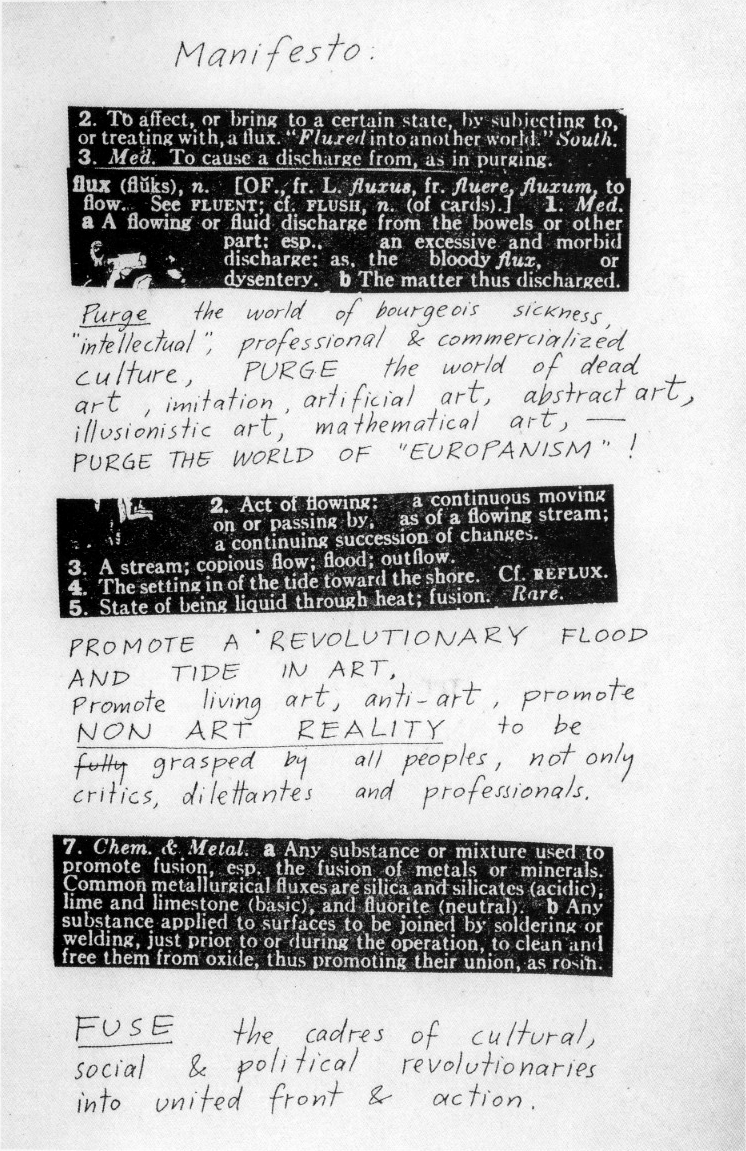
Manifesto von Georges Maciunas, Festum Fluxorum Fluxus, Düsseldorf, Februar 1963

Fluxus (nach lateinisch fluxus ‚das Fließen‘, meton. ‚der Fluss‘, zu fluere ‚fließen, verfließen‘) ist eine von George Maciunas (1931–1978) begründete Kunstrichtung, bei der es nicht auf das Kunstwerk ankommt, sondern auf die schöpferische Idee. Fluxus wurde in den 1960er Jahren weithin bekannt. Nach dem Dadaismus war Fluxus der zweite elementare Angriff auf das Kunstwerk im herkömmlichen Sinn, das negiert wurde und als bürgerlicher Fetisch galt.
Fluxus wurde von namhaften Avantgardekünstlern wesentlich geprägt. Neben George Maciunas zählen dazu Bazon Brock, John Cage, George Brecht, Mary Bauermeister, Wolf Vostell, Arthur Køpcke, Benjamin Patterson, Emmett Williams, Dick Higgins, Ludwig Gosewitz, Alison Knowles, Yoko Ono, Robin Page, Tomas Schmit, Ben Vautier, Robert Filliou, Joseph Beuys, Nam June Paik und Charlotte Moorman.

## Begriff
Der Begriff Fluxus wurde erstmals 1960 als Titel für eine Zeitschrift verwendet, die der litauisch/US-amerikanische Künstler George Maciunas zusammen mit dem litauischen Galeristen Almus Salcius herausgeben wollte. Astrit Schmidt-Burkhardt schreibt dazu:

„Welche Begrifflichkeit Maciunas auch immer wählte, sie diente letztendlich dazu, Fluxus von Happening abzugrenzen, um so etwas wie eine eigene künstlerische Identität zu stiften. Herausgearbeitet wurde diese Differenzierung auch anhand der verschiedenen Traditionsstränge. Während das Happening auf das Barockballett des Hofes zu Versailles zurückgeht, entwickelt Fluxus Vaudeville, Gags, Dada und japanische Haikus weiter.“

Fluxus war gleichzeitig eine Form der Aktionskunst, eine Bewegung unter Künstlern gegen elitäre Hochkunst, und der Versuch, neue kollektive Lebensformen zu schaffen (vergleiche Hans Belting, Das unsichtbare Meisterwerk).
Fluxus wird aus einem fließenden Übergang zwischen Kunst und Leben beziehungsweise der Einheit von Kunst und Leben erklärt: „Es geht um in das Leben einwirkende Produktionsprozesse und nicht um die Abschottung der Kunst vor dem Leben.“ „Das Leben ist ein Kunstwerk, und das Kunstwerk ist Leben.“ (Emmett Williams)
Fluxus als Aktionskunst ist eine durch musikalische Konzepte von John Cage (vornehmlich durch seine Vorlesungen an der New School in New York City in Umlauf gebracht) und durch Zen beeinflusste Haltung gegenüber Zeitabläufen und Medienverwendung, die auf einfache Wiederholbarkeit setzt, statt herausragende einmalige Effekte erzeugen zu wollen. Fluxus integriert Video, Musik, Licht, Geräusche, Bewegung, Handlungen und diverse Materialien. Ein weiterer Unterschied zum Happening besteht in der Trennung zwischen Künstler und Publikum. Einige Künstler beteiligten sich an beiden Richtungen der Aktionskunst, ohne ihre verschiedenen Merkmale strikt auseinanderzuhalten.

## Entstehung und Kunstbewegung
Nachdem die Fluxus-Bewegung 1961 in New York von George Maciunas als Vorhaben für eine Kunstzeitung begründet worden war, etablierte sich die Kunstrichtung mit den Wiesbadener Festspielen Neuester Musik ein Jahr später durch Maciunas auch in Deutschland.
Typisch für Fluxus ist künstlerische Direktheit in jedem Medium. So beschreibt die Fluxuspublikation How We Met or a microdemystification, wie die einzelnen Künstler sich zuerst trafen. Die Beschreibung ist gleichzeitig die Umsetzung eines fluxustypischen Konzepts von George Brecht für die 16. Ausgabe des Magazins AQ aus dem AQ-Verlag und eine kunsthistorische Selbstdefinition. Das Magazin besteht aus Angaben und Materialien zu den ersten Treffen zwischen Ay-O, Ben Vautier, George Brecht, Robert Filliou, Dick Higgins, Joe Jones, George Maciunas, Takako Saito, Mieko Shiomi, Daniel Spoerri, Robert Watts, Emmett Williams, erwähnt aber auch Begegnungen mit vielen anderen bekannten Künstlern und Musikern im Umkreis von Fluxus.
Häufig ist Fluxus durch collageartig komponierte Geschehensabläufe gekennzeichnet, die als „Konzert“ bezeichnet werden, weil akustische, choreographische und musikalische Ausdrucksformen darin einfließen. Beispiele dafür sind die Aktionen Celtic oder Eurasienstab von Joseph Beuys und Henning Christiansen, bei der im Sinne eines Gesamtkunstwerkes sowohl Musik als auch Inszenierungen (Theater), Installationen und Filme vorgeführt wurden. Die Fluxus-Künstler wehrten sich gegen jede kunsttheoretische Festlegung und brachten viele Manifeste, Gedichte und Schriften heraus, unter anderem in dem von Dick Higgins 1964 gegründeten Verlag Something Else Press (1964–1974).

## Fluxus in Deutschland
Neben Künstlern wie Tomas Schmit und Chris Reinecke sowie den Amerikanern George Maciunas, Al Hansen, Dick Higgins und George Brecht waren es in der Bundesrepublik vor allem Joseph Beuys, Nam June Paik, Wolf Vostell und Dieter Roth, die eine eigene künstlerische Position von Fluxus entwickelten. Cages Music Walk und Paiks Konzert Hommage à John Cage, die 1958 bzw. 1959 in der Galerie 22 in Düsseldorf uraufgeführt wurden, gelten als erste Fluxus-Aktionen in Deutschland. Sie beeinflussten Beuys, der in seinen Einzelaktionen die spirituelle und meditative Konzentration des Publikums einforderte, um zu einer intensiven Form der Existenzerforschung vorzustoßen. Demgegenüber thematisierte Roth in „ironisch-spekulativen Grafiken und Objekten den kreativen Prozess der Form- oder Dingerfindung als auch die konkrete Veränderung der Kunstwerke beziehungsweise der Lebensmittel (Schokolade) durch Verschimmelung“. Beim Festum Fluxorum Fluxus verwischte Wolf Vostell mit Tetrachlormethan Abbildungen in verschiedenen Zeitschriften und schuf so Verwischungen mit dem Titel Kleenex.
Die Fluxus-Konzerte boten keine klangliche oder instrumentelle Ausgewogenheit, sondern waren Klangerlebnisse, bei denen jedes Objekt zum Instrument werden konnte. Wolf Vostell schleuderte 200 Glühlampen gegen eine Plexiglaswand, die als Barriere zwischen Bühne und Publikum fungierte, zerschlug mit einem Hammer Kriegsspielzeug und spickte Stecknadeln in rohes Fleisch, um eine individuelle Klangkombination zu erreichen und ein Statement zum Zeitgeschehen zu manifestieren. Joseph Beuys arbeitete mit Fett, Filz und Margarine. Die Verfremdung von Konsumgütern wurde oft als Verschwendung verstanden und beschimpft.
Die künstlerische und kulturelle Atmosphäre im Köln der 1960er Jahre und das Zusammentreffen von Künstler-Persönlichkeiten, die das Leben in allen seinen Facetten in lebenden Kunstwerken darstellen wollten, ergaben eine einzigartige Kombination. Die Intention der Fluxus-Konzerte war, ein lebendes Gesamtbild der Gesellschaft darzustellen, sie ohne Kompromisse zu reflektieren und die Erwartungen und Sehweisen des Publikums zu erweitern. Die provokanten Aspekte und Angriffe auf die traditionellen Werte des Wirtschaftswunders polarisierte das Publikum. So sollte Fluxus soziologisch und psychologisch auf die Gesellschaft wirken und ein Kommunikationselement sein. Der Kölner Künstler Horst Tress beteiligte sich seit 1970 an Fluxus. Denn auch die Mail Art gehört dieser Kunstrichtung an. Neben Horst Tress beteiligten sich auch Joseph Beuys, Wolf Vostell, Ben Vautier und zahlreiche mehr an Mail Art Ausstellungen auf der ganzen Welt. Insbesondere in den 1970er Jahren. Horst Tress beschäftigt sich bis heute mit seinen sogenannten Fluxpostphotos.
Die Komplexität der Aktionen und Fluxus-Konzerte, das Zusammenwirken verschiedener Künstler, wie zum Beispiel Nam June Paik und Charlotte Moorman, schufen aufeinander abgestimmte Interpretationen. Die Unterscheidung zwischen Happening und Fluxus ist mitunter schwer zu treffen. Happenings folgten dem Prinzip, das Publikum einzubeziehen, wobei ihm aber oft keine exakten Informationen zum Verlauf gegeben wurden. Beim Happening wie auch beim Fluxus entwickelte sich eine Improvisation. Die einzigartigen Attribute der Fluxus-Konzerte und Happenings und die Freiheit in den Arrangements sind gesellschaftspolitische Ereignisse.
Der Künstler Christoph Schlingensief schuf in den letzten Jahren seines Lebens, unter anderem mit seinem „Fluxus-Oratorium“ Eine Kirche der Angst vor dem Fremden in mir, mehrere Post-Fluxus-Werke mit internationaler Anerkennung.
Bekannte Fluxus-Museen in Deutschland sind das Fluxeum, das 1986 in einer profanierten Dorfkirche in Wiesbaden-Erbenheim eröffnet wurde, und das 2008 in Potsdam eröffnete Museum Fluxus Plus.

## Fluxus in Frankreich
Während in Deutschland Fluxus vor allem in Düsseldorf, Köln und Wiesbaden präsent war, entwickelte sich Fluxus in Frankreich hauptsächlich in Paris sowie in Nizza rund um Ben Vautier. Das dortige erste Fluxus-Festival Vautiers fand im Hotel Scribe unter dem Titel Fluxus Festival of Total Art vom 25. Juli bis 3. August 1963 statt.

## Veranstaltungen
Die erste offizielle Fluxus-Manifestation fand vom 1. bis zum 23. September 1962 im Hörsaal des Museums Wiesbadens unter dem Titel FLUXUS: Internationale Festspiele Neuester Musik statt. 14 Konzerte von Higgins, Beuys, Knowles, Vostell, Paik, Williams, Køpcke, Filliou, Maciunas. Wichtige Veranstaltungen der europäischen Fluxus-Bewegung fanden 1962 in Köln, Wuppertal, Wiesbaden, Kopenhagen, Paris und 1963 in Amsterdam, Den Haag, London, Nizza und in Düsseldorf statt.
Das Festum Fluxorum Fluxus war ein internationales Fluxus-Festival an der Staatlichen Kunstakademie Düsseldorf, das vom 2. bis zum 3. Februar 1963 stattfand und war nach Wiesbaden, Kopenhagen und Paris die vierte Station einer von Maciunas konzipierten internationalen Fluxus-Tournee. Es wurde von Joseph Beuys in Absprache mit George Maciunas und Nam June Paik persönlich vor Ort organisiert. Teilnehmende Künstler waren unter anderem Dick Higgins, Bengt af Klintberg, Alison Knowles, Arthur Køpcke, Staffan Olzon, Nam June Paik, George Maciunas, Jackson Mac Low, Benjamin Patterson, Tomas Schmit, Daniel Spoerri, Wolf Vostell, Frank Trowbridge, Emmett Williams und Joseph Beuys.
Vom 1. bis zum 23. September 1962 fanden im Museum Wiesbaden die Fluxus Internationalen Festspiele Neuester Musik statt. Die Konzerte, die an vier Wochenenden mit meist zwei Programmen im Vortragssaal des – damals noch städtischen – Museums aufgeführt wurden, markieren die Geburtsstunde der Fluxus-Bewegung, die hier zum ersten Male öffentlich unter diesem Namen auftrat.
Die Ausstellung Fluxus at 50, vom 2. März bis 24. Juni 2012, widmete sich im ersten Teil der Ausstellung den Internationalen Festspielen im Vortragssaal des Museums Wiesbaden und den an ihnen beteiligten Fluxus-Künstlern. Neben den aufgeführten Stücken wurden in einem labyrinthischen Durchgang ausgewählte Werke der Beteiligten vorgestellt. Der zweite Teil der Ausstellung stellte die nach den Wiesbadener Festspielen zur Gruppe gestoßenen Künstler mit wichtigen Werken vor.

## Filme
- Fluxus. VHS mit 41 originalen Fluxusfilmen von Paik, Ono, Vostell, Sharits u. a. sowie einem 32-seitigen Booklet (engl./frz.) über Fluxfilme von Maeva Aubert.
- Staatliche Museen zu Berlin (Hrsg.): Joseph Beuys: Eurasienstab. Berlin 2005; mit DVD (Steidl Verlag) ISBN 3-86521-194-1.
- neoFLuX – Wiederaufnahme und Versetzung des Fluxus – 17 neoFLuX-Filme[20]
- Travelling (in)to Fluxus... von Irene Di Maggio, 2014.[21]
- Malpartida Fluxus Village von Maria Pérez, 2015.[22]

## Audio
- Experimentelles Theater – Fluxus – Happening – Performance. Sony BMG, 2004.